# ニコライ・ホジャイノフ
ニコライ・ホジャイノフ（Nikolay Khozyainov, 露: Николай Юрьевич Хозяинов, 1992年7月17日 - ）は、ロシアのクラシック音楽のピアニスト。

## 人物

### 出自
ロシア極東のブラゴヴェシェンスク（シベリア南部－モンゴルの東方、北朝鮮の北方に位置し中国国境を流れるアムール川沿いの州都）生まれ。
父は軍人、母は小児科の医師で音楽とは無関係。5歳の時に早期教育プログラムで音楽の才能を見出された。母親が医師として行く幼稚園などで勝手にピアノの練習をしていたが、その後10ヶ月のピアノコースで学ぶ。同コースの先生から「モスクワで勉強を続けなさい。」と言われ、6歳でモスクワに移住。
ロシアン・ピアノスクールの優れた継承者と見なされ、詩的な音楽性とヴィルトゥオジティで評価が高い。
日本でのマネージメント事務所はClassic Next。

### 経歴
5歳でピアノを始め、その才能を見出された。その後モスクワ中央音楽学校で勉強を続け、7歳の時、モスクワ音楽院大ホールでヘンデルのピアノ協奏曲を弾いてデビュー

Nikolay Khozyainov Handel Piano Concerto F-major Moscow, February 2000 - YouTube
2010年からはチャイコフスキー記念モスクワ音楽院で学び、最優秀生徒メダルを授与されて卒業。
現在は、ハノーファー音楽大学でアリエ・ヴァルディ教授のもと学んでいる。
セルゲイ・ラフマニノフを作曲家としてもピアニストとしても尊敬している。
2024年7月の来日コンサートでは、自作曲「平和の花びら」「ファンタジー」の二つの日本初演を行った。そのうち「平和の花びら」は2022年にジュネーヴの国連事務局でのリサイタルのために書かれた作品。「平和とは美しい幻、蜃気楼のようなもので、時に目にできるけれど、同時に私たちが強く望むものだという想いが込められています。国連に加盟する国々の代表者を前に演奏したことは、忘れ難い思い出です」
2025年1月にピースフィルハーモニー管弦楽団を設立、ジュネーヴを拠点に指揮活動も行う。

### 日本とのかかわり
日本好きとしても知られ日本語でのメッセージ動画が毎回話題になっている。
- ニコライ・ホジャイノフから日本語でのメッセージが届きました！（2014-0530） - YouTube
- ニコライ・ホジャイノフ Nikolay Khozyainov　日本語でのメッセージ（2015-03-27） - YouTube
- ニコライ・ホジャイノフから日本の皆様へメッセージ（2016-11-14） - YouTube
- ニコライ・ホジャイノフ with 若き日本の俊英たち Nikolay Khozyainov（2017-10-10） - YouTube
- ニコライ・ホジャイノフから日本語語のメッセージ(ワルシャワ・フィル)（2018-01-09） - YouTube
- 2020年8月日本ツアーへにむけて、日本のファンへ日本語でメッセージ（2020-04-23） - YouTube
- @nkhozyainov (21 July 2020). “残念ながら、僕の日本でのコンサートは二月まで延期となりました（2020-07-21）”. X（旧Twitter）より2020年7月21日閲覧.
- @nkhozyainov (10 December 2021). “入国制限のため、日本に入れなくなってしまいました（2021-12-10）”. X（旧Twitter）より2021年12月10日閲覧.

平家物語や方丈記などの日本文学も愛読している。
ショパンが日本で人気を集める理由について「日本人は繊細な心の持ち主。『平家物語』の荒々しい性格を持つ登場人物でさえ、最期に美しい辞世の句を詠むのですから。人生や過去の記憶の美しさを大切にする感性を持っているのでしょう。そこにショパンと通じるものを感じます。」と語っている。
歌舞伎を好み、また自作の俳句を披露することもある。
- @nkhozyainov (27 November 2016). “「海を這う雪透明な北の町　（Snow crawling the sea Crystal city）」”. X（旧Twitter）より2016年11月27日閲覧.
- @nkhozyainov (28 November 2018). “「青光心包んで冬の霧　（Blue rays shrouding the heart Winter’s mist）」”. X（旧Twitter）より2018年11月28日閲覧.

日本滞在記や、村上春樹 著書の感想メッセージ（英語）も公開している。
- @nkhozyainov (4 November 2017). “Japanese nocturne...”. X（旧Twitter）より2017年11月4日閲覧.
- @nkhozyainov (25 January 2018). “Join me looking for Zen in Kyoto!!”. X（旧Twitter）より2018年1月25日閲覧.
- Book Club Haruki Murakami's Latest Novel!（Nikolay's Book Club〜） - YouTube

## 演奏

### 演奏への想い
「準備したものを披露するのではおもしろくありません。創造性のない芸術は死んでいるも同然です。ステージで弾いている瞬間、僕は別の世界で創造しているので、ある意味そこにはいません。パフォーマンスとは肉体的なものでも触れられるものでもなく、形而上学的なものであるべきです」

### 主な演奏活動
これまでに、ニューヨークのカーネギーホール、リンカーンセンター、ロンドンのウィグモア・ホール、ワシントンのジョン・F・ケネディ・センター、パリのサル・ガヴォー、シャンゼリゼ劇場、ルーヴル、モスクワのチャイコフスキーホール、東京のサントリーホール などで行われた。
2018年1月15日東京・港区のサントリーホールで行われたワルシャワ国立フィルハーモニー管弦楽団のニューイヤー・コンサートにて天皇・皇后臨席のもと演奏をした。

### 共演
これまでに、東京交響楽団、シドニー交響楽団、ワルシャワ国立フィルハーモニー管弦楽団、チェコ国立シンフォニーオーケストラ、ロシア国立オーケストラ、読売日本交響楽団、アイルランド国立交響楽団 などと共演している。

### 来日歴
- 2011年
  - 3月 - 3月11日、東日本大震災の日に初来日。[40]
- 2012年
  - 4月 - 東京（ソロリサイタル）
  - 4月 - 川崎　東京交響楽団と共演（指揮　シャン・ジャン）ラフマニノフ：ピアノ協奏曲第3番ニ短調 作品30[41]
  - 10月 - 東京（「ニコライ・ホジャイノフ　マイ・フェイヴァリッツ」CDプロモーション:ミニコンサート、トークショー）[42][43]
- 2013年
  - 7月 - 兵庫、甲府、つくば、清水、東京（ソロリサイタル）
- 2014年[44]
  - 2月 - 札幌　札幌交響楽団と共演（指揮　ロッセン・ミラノフ）チャイコフスキー：ピアノ協奏曲第1番変ロ短調 作品23[45]
  - 2月 - 東京（ソロリサイタル）
  - 8月 - 東京　読売日本交響楽団と共演（指揮　円光寺雅彦）チャイコフスキー ピアノ協奏曲第1番変ロ短調 作品23[46]
  - 8月 - 東京（ソロリサイタル）[47]
  - 10月 - 京都　京都市交響楽団と共演（指揮　チャールズ・オリヴィエリ＝モンロー）ショパン：ピアノ協奏曲第2番ヘ短調 作品21[48]
  - 11月 - 山形　山形交響楽団と共演（指揮　飯森範親）ベートーヴェン：ピアノ協奏曲 第4番ト長調 作品58[49]
  - 11月 - 大阪、明石（ソロリサイタル）
- 2015年[50]
  - 4月 - 東京（ソロリサイタル）[51]
  - 4月 - 東京　東京交響楽団と共演（指揮　飯森範親）ショパン：ピアノ協奏曲 第2番ヘ短調 作品21[52]
  - 4月 - 川崎　東京交響楽団と共演（指揮　飯森範親）ショパン：ピアノ協奏曲 第2番ヘ短調 作品21[53]
- 2016年[21][54]
  - 11月 - 埼玉、東京、大阪（ソロリサイタル）[55]
  - 11月 - 石川　オーケストラ・アンサンブル金沢と共演（指揮　垣内悠希）モーツァルト：ピアノ協奏曲第21番ハ長調 K.467[56]
  - 11月 - 札幌　札幌交響楽団と共演　（指揮：飯守泰次郎）　ベートーヴェン：ピアノ協奏曲第5番変ホ長調 作品73[57][58]
  - 11月 - 東京　成城学園（ソロリサイタル）[59]
- 2017年
  - 11月 - 東京　山根 一仁（ヴァイオリン）、伊藤 悠貴（チェロ）と共演 　チャイコフスキー：ピアノ三重奏曲イ短調 作品50「偉大な芸術家の思い出に」[60][61]
- 2018年
  - 1月 - 東京　ワルシャワ国立フィルハーモニー管弦楽団と共演（指揮：ヤツェク・カスプシック）ショパン：ピアノ協奏曲第1番ホ短調 作品11[62][63]
- 2022年
  - 5月 - 名古屋、東京（ソロリサイタル）[64]
- 2024年
  - 7月 - 東京（ソロリサイタル）平和の花びら、ファンタジー　※ホジャイノフ自作曲　日本初演[65]

## ディスコグラフィー
| Album Title                                             | Label                         | Program |
| ------------------------------------------------------- | ----------------------------- | --- |
| The Blue Series- Nikolay Khozyainov                     | The Fryderyk Chopin Institute | Fryderkyk Chopin - Nocturne in B major, Op. 9 No. 3 - Etude in C major, Op. 10 No. 1 - Etude in A minor, Op. 10 No. 2 - Fantasy in F minor, Op. 49 - Ballade in F major, Op. 38 - Prelude in C sharp minor, Op. 45 - Scherzo in E major, Op. 54 - Sonata in B flat minor, Op. 35                                                                     |
| Nikolay Khozyainov: Piano Recital                       | CD Accord                     | Fryderyk Chopin - Nocturne No. 3 in B Major, Op. 9, No. 3 - Bolero, Op. 19 - Piano Sonata No. 2 in B-Flat Minor, Op. 35 Franz Liszt - Apres une lecture du Dante, fantasia quasi una sonata - Fantasie uber zwei Motive aus W.A. Mozarts Die Hochzeit des Figaro                                                                                     |
| ニコライ・ホジャイノフ マイ・フェイヴァリッツ           | Victor Entertainment          | Ludwig van Beethoven - Piano Sonata No.31 in A flat major, op. 110 Franz Schubert - Fantasy in C major, D.760 (op.15), "Wanderer Fantasy" Fryderyk Chopin - Scherzo in E major, op. 54 - Ballade in F major, op.38 Franz Liszt - Etudes d'execution transcendentante "Feux Follets", S.139-5 - Mephisto Waltz no.1 (Dance at the Village Inn), S.514 |
| ニコライ・ホジャイノフ リスト：ピアノ・ソナタ ロ短調 他 | Victor Entertainment          | Maurice Ravel - Pavanne pour une infante defunte - Gaspard de la nuit Fryderyk Chopin - Barcarolle in F sharp major, op.60 - Berceuse in D flat major, op.57 Franz Liszt - Piano Sonata in B minor, S.178 |

## 日本でのテレビ出演
- NHK-Eテレ「ららら♪クラシック」（2013年8月10日）[70]
- NHK BSプレミアム「クラシック倶楽部：ニコライ・ホジャイノフ　ピアノ・リサイタル」（2013年10月11日）[71]
- NHK BSプレミアム「クラシック倶楽部：ニコライ・ホジャイノフ　ピアノ・リサイタル」（再放送）（2015年4月16日）[72]

## 受賞歴
- 2003年「ピアノ・ヴィルトゥオーゾ」国際コンクール（チェコ）優勝および特別賞
- 2004年 第9回カルル・フィルチ国際ピアノコンクール（ルーマニア）優勝
- 2008年 スクリヤービン国際ピアノコンクール（パリ）優勝
- 2008年 若い音楽家のための第6回ショパン国際ピアノコンクール（モスクワ）第2位および特別賞を受賞
- 2010年 第16回ショパン国際ピアノコンクール（ワルシャワ）ファイナリスト
- 2012年 ダブリン国際ピアノコンクール優勝[73]
- 2012年 シドニー国際ピアノコンクール第2位。同時に、聴衆賞、シドニー交響楽団が選ぶベストコンチェルト賞、最優秀リスト作品演奏賞、最優秀シューベルト作品演奏賞、最優秀ヴィルトーゾ賞、最年少ファイナリストを受賞